# Atletski Centar Sirmium
Atletski Centar Sirmium – stadion lekkoatletyczny w Sremskiej Mitrovicy, w Serbii.
Budowa stadionu rozpoczęła się we wrześniu 2005 roku i zakończyła w czerwcu 2006 roku. Obiekt wybudowano z inicjatywy klubu lekkoatletycznego AK Sirmium. Stadion powstał w niewielkim parku, na terenie dawnego boiska piłkarskiego klubu FK Trgovački (razem ze stadionem lekkoatletycznym wybudowano także nowe boisko dla FK Trgovački, położone tuż obok stadionu, na północ od niego). Obiekt wyposażony jest w 8-torową, tartanową bieżnię lekkoatletyczną. W 2008 roku władze miasta Sremska Mitrovica powołały do życia instytucję o nazwie „Atletski stadion”, której zadaniem jest zarządzanie obiektem. Na arenie odbywały się m.in. lekkoatletyczne Mistrzostwa Serbii.